# Fejvadászat
A fejvadászat (executive search) olyan szolgáltatás, melynek során egy betöltetlen állásra a jelöltet nem hirdetés, hanem közvetlen keresés során választják ki. A fejvadász cég munkatársa, a tanácsadó direkt megkeresés és ajánlás útján jut el több csatornán – adatbázis, Internet, kapcsolati háló – keresztül a legmegfelelőbb pályázóhoz (jelölthöz), és kínálja fel neki az álláslehetőséget. A legjobb szakemberek rendszerint nem állás nélküliek, váltáson akkor gondolkodnak csak el, ha megfelelő motivációt tud a fejvadász (tanácsadó) felmutatni. A munkaerő-közvetítés e magasabb szintű formáját felső- és középvezetők vagy speciális szaktudást igénylő munkakörök betöltéséhez veszik igénybe a munkaadók.

## Fejvadászat – direkt keresés
A fejvadászat Magyarországon a 90-es évek elején kezdett kibontakozni a munkaerő keresés, -kiválasztás során.
Ekkor alakultak meg olyan munkaerő-közvetítő, személyzeti tanácsadó cégek, melyek nem csak hirdetés útján közvetítették ki a munkavállalót a munkát adó céghez.
A tanácsadó céget a munkaadó HR-munkatársa vagy az alkalmazottak felvételéért felelős, ált. cégvezető bízza meg azzal, hogy az adott megüresedett pozícióra mutasson be neki olyan személyt vagy személyeket, akik teljes mértékben megfelelnek a munkaköri leírásnak, és hajlandók a felajánlott pozíciót betölteni. A munkaadó személyi tulajdonságokat, képzettségi-, és tapasztalati elvárásokat, kompetenciákat határoz meg. Nem ritka, hogy megnevezi akár a preferált konkurenciát, ahonnan szívesen látna pályázót, de még az is előfordul, hogy konkrét nevet ad meg, akit el kell csábítania a fejvadásznak.

## A fejvadászat folyamata
- Elkészül a részletes pozíció leírás: a munkaadó ismerteti a munkakör és a betöltéséhez szükséges személyi és szakmai követelmény profilt, juttatási csomagot.
- Kutatási program: azon célcsoport, illetve vállalkozások listáját, ahonnan a munkaadó szívesen látna jelölteket
- A tanácsadó megkezdi a legmagasabb fokú diszkrécióval, kreativitással a célzott, direkt keresést minden kommunikációs csatornán. Az esélyesnek látszó jelölteknek ismerteti a pozíciót a Megbízó felfedése nélkül.
- Esélyes jelöltek szelektálása, többkörös interjúk lebonyolítása. Személyes és a szakmai kompetenciák meglétének ellenőrzése, személyes karriermotivációk feltárása, referenciák helytállósága.
- Kiválasztott jelöltek személyes bemutatása, önéletrajz és igény esetén tanácsadói interjúösszefoglaló (profil) kíséretében.
- Pályázott jelöltek értesítése, visszajelzés.
- A fejvadászat tartalmazza még az utánkövetést, tanácsadást.

## Díjazás
Fejvadász szolgáltatás ellátása általában az alábbi konstrukciókban történik.
- Megbízási díjas konstrukció: Ennek lényege az, hogy a megrendelőnek már a pozíció kiadásakor fizetnie kell a fejvadász cégnek azért, hogy megkezdje a keresést. A megbízási díj további részlete long list vagy short list összeállításhoz vagy interjúztatáshoz kapcsolódik. A jelölt sikeres munkába állásához további megbízási díj tétel kapcsolódik.
- Sikerdíjas konstrukció: Megrendelő részéről díj kizárólag a kiválasztott szakemberek munkába állásakor fizetendő.

## Fejvadászat jövője
A fejvadászat szolgáltatás térnyerése egyenes arányban áll a munkaerő hiány mértékével az adott iparág vagy szektor vonatkozásában. Minél kevesebb az aktív (állást kereső) munkaerő, annál jobban működnek az álláshirdetések. Fordítva: minél több passzív (állást nem kereső) munkavállaló van a piacon, annál inkább előtérbe kerül a fejvadászat, mint passzív szakemberek megszólításának egyik leghatékonyabb módja.